# Bruna de Paula
Bruna de Paula Almeida Aparecida (Campestre, 26 de setembro de 1996) é uma atleta handebol. Atua no Gyori Audi ETO KC da Hungria e na Seleção Brasileira.

## Carreira

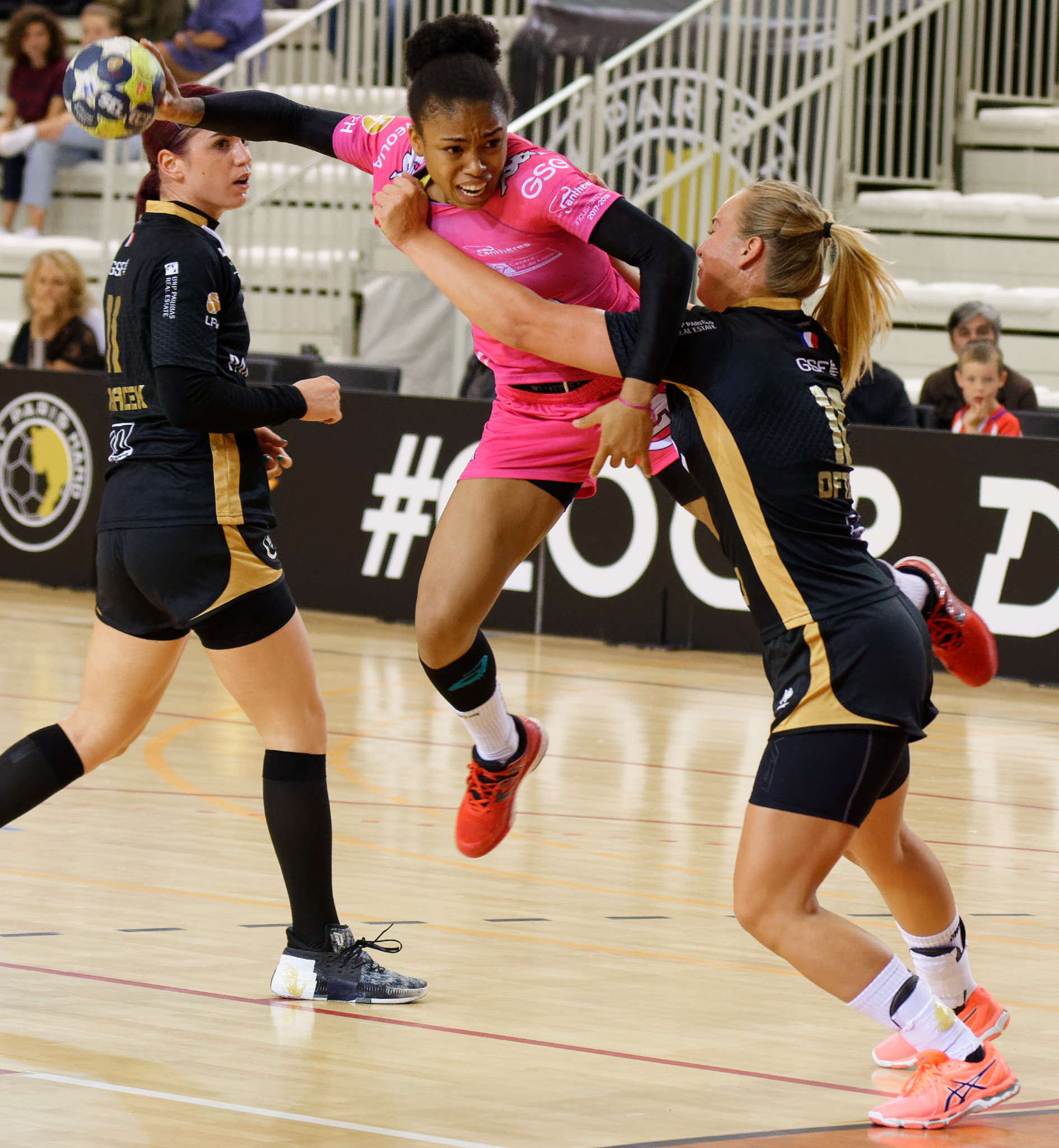
Bruna de Paula atuando pelo Fleury Loiret, foto de 2017.

Nascida na cidade de Campestre, sul de Minas Gerais, de origem humilde, Bruna teve que vender picolé e trabalhar em uma oficina mecânica, para ajudar financeiramente a família. A paixão pelo handebol surgiu ainda na época colegial e posteriormente a isso, Bruna começou a atuar em São José dos Campos, São Paulo.

### Seleção Brasileira e Ida para a França
No próprio ano de 2015, Bruna foi escalada para atuar na Seleção Brasileira para atuar no Campeonato Mundial de Handebol Feminino ocorrido na Dinamarca, sendo eliminada nas oitavas de final pela Seleção Romena.
No ano seguinte Bruna conquistou sua primeira medalha pela seleção, sendo essa medalha de ouro no Campeonato Pan-Americano Feminino Sub-20. 
Pouco tempo depois ela viria ser contratada pelo Fleury Lorient da França., após diversos anos na equipe do São José Handebol.
Em 2021 disputou seu maior campeonato de prestígio, sendo as Olimpíadas 2020 ocorrida no Japão.